# Eupithecia jorge
Eupithecia jorge es una especie de polilla de la familia Geometridae. La especie fue descrita por primera vez por András Mátyás Vojnits habiendo sido descrita en 1992, con distribución en Chile y Perú. El holotipo de la especie fue descrita en el parque nacional Bosque Fray Jorge, de ahí su nombre, a 70 km oeste de Ovalle. Tiene gran parecido con otra especie chilena, Eupithecia caburgua.